# Phú Hòa (huyện)
Phú Hòa là một huyện nằm ở trung tâm tỉnh Phú Yên, Việt Nam.

## Địa lý
Huyện Phú Hòa nằm ở trung tâm tỉnh Phú Yên, có vị trí địa lý:
- Phía bắc giáp huyện Tuy An
- Phía nam giáp thị xã Đông Hòa và huyện Tây Hòa
- Phía đông giáp thành phố Tuy Hòa
- Phía tây giáp huyện Sơn Hòa.

Huyện Phú Hòa có diện tích 264,2 km² và dân số là 113.850 người.
Quốc lộ 1 đi qua các xã phía đông của huyện, ngoài ra còn có Quốc lộ 25 và là trục đường chính của huyện. Đây cũng là địa phương có dự án Đường cao tốc Chí Thạnh – Vân Phong đi qua đang được xây dựng.

## Hành chính
Huyện Phú Hòa có 9 đơn vị hành chính cấp xã trực thuộc, bao gồm 
thị trấn Phú Hòa (huyện lỵ) và 8 xã: Hòa An, Hòa Định Đông, Hòa Định Tây, Hòa Hội, Hòa Quang Bắc, Hòa Quang Nam, Hòa Thắng, Hòa Trị.

## Lịch sử
Vùng đất huyện Phú Hòa thời chúa Nguyễn cho đến Tây Sơn và đầu triều Nguyễn về cơ bản thuộc các tổng phía nam huyện Đồng Xuân. Năm 1899, huyện Tuy Hòa được nâng lên thành phủ Tuy Hòa. Phủ Tuy Hòa lúc này có 5 tổng, thì tổng Hòa Bình là phần đất thuộc huyện Phú Hòa đến năm 1900 tổng Hòa Tường được thành lập bao gồm một số làng xã trên đất Phú Hòa.
Từ đầu thế kỷ XX đến năm 2002, sự phân định đơn vị hành chính huyện Phú Hòa gắn với sự hình thành và phát triển của phủ Tuy Hòa xưa, huyện Tây Hòa, thị xã Đông Hòa và thành phố Tuy Hòa nay.
Huyện Phú Hòa được thành lập ngày 31 tháng 1 năm 2002 theo Nghị định số 15/2002/NĐ-CP của Chính phủ trên cơ sở tách 7 xã: Hòa An, Hòa Thắng, Hòa Định Đông, Hòa Định Tây, Hòa Trị, Hòa Quang và Hòa Hội thuộc thị xã Tuy Hòa cũ (nay là thành phố Tuy Hòa).
Khi mới thành lập, huyện Phú Hòa bao gồm 7 xã: Hòa An, Hòa Định Đông, Hòa Định Tây, Hòa Hội, Hòa Quang, Hòa Thắng và Hòa Trị.
Ngày 20 tháng 8 năm 2003, theo Nghị định số 95/2003/NĐ-CP của Chính phủ, chia xã Hòa Quang thành 2 xã: Hòa Quang Nam và Hòa Quang Bắc.
Ngày 3 tháng 12 năm 2007, theo Nghị định số 175/2007/NĐ-CP của Chính phủ, thành lập thị trấn Phú Hòa (thị trấn huyện lỵ huyện Phú Hòa) trên cơ sở điều chỉnh 1.779,26 ha diện tích tự nhiên và 8.924 nhân khẩu của xã Hòa Định Đông.
Huyện Phú Hòa có 1 thị trấn và 8 xã như hiện nay.

## Du lịch
Một số điểm tham quan đáng chú ý là: 
- Mộ và đền thờ Lương Văn Chánh: xã Hòa Trị
- Khu du lịch Đá Bàn, thành nhà Hồ: xã Hòa Định Đông
- Tháp Chăm Đồng Miễu, dinh Ông: xã Hòa Định Đông
- Mỏ nước khoáng nóng Phú Sen, gành Đá: xã Hòa Thắng
- Làng gốm Hòa Quang và Hòa Trị, đập Đồng Cam: xã Hòa Hội
- Suối Cô Lan: xã Hòa Quang Bắc.